# Basilika Unserer Lieben Frau von Montserrat

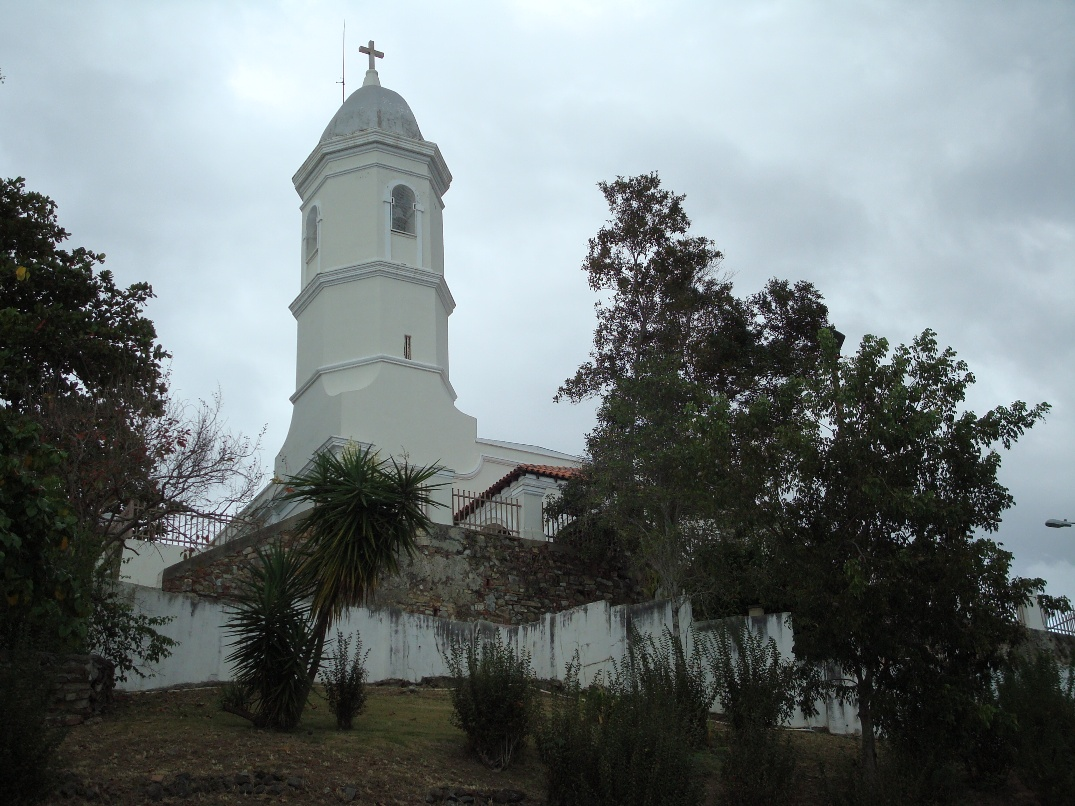
Außenansicht der Basilika

Die Basilika Unserer Lieben Frau von Montserrat (spanisch: Basílica Menor Nuestra Señora de la Monserrate) ist eine römisch-katholische Kirche in Hormigueros, Puerto Rico. Sie ist der Jungfrau von Montserrat gewidmet. Sie gehört zum Bistum Mayagüez und hat den Status einer Basilica minor und eines Heiligtums.

## Geschichte
Die Kirche liegt auf dem höchsten Hügel der Stadt und wurde auf den Fundamenten einer Kapelle errichtet, die auf dem Land des katalanischen regionalen Gutsbesitzers Don Gerardo González lag. Diese ursprüngliche Kapelle wird vage auf 1590 datiert, das Holzstück eines Sarges wird nach der Radiokarbonmethode auf 1570 angesetzt.
Die heutige Kirche wird auf das Ende 18. Jahrhundert datiert und erhielt Veränderungen im 19. Jahrhundert.

## Gebäude

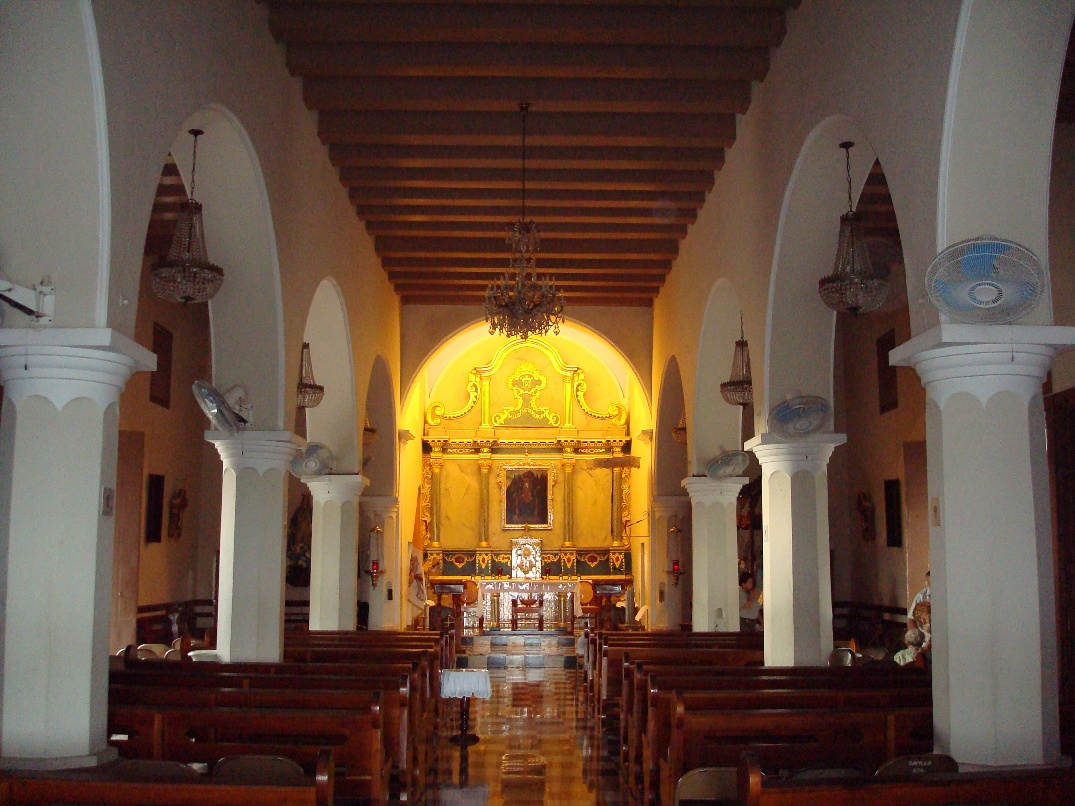
Innenansicht der Basilika

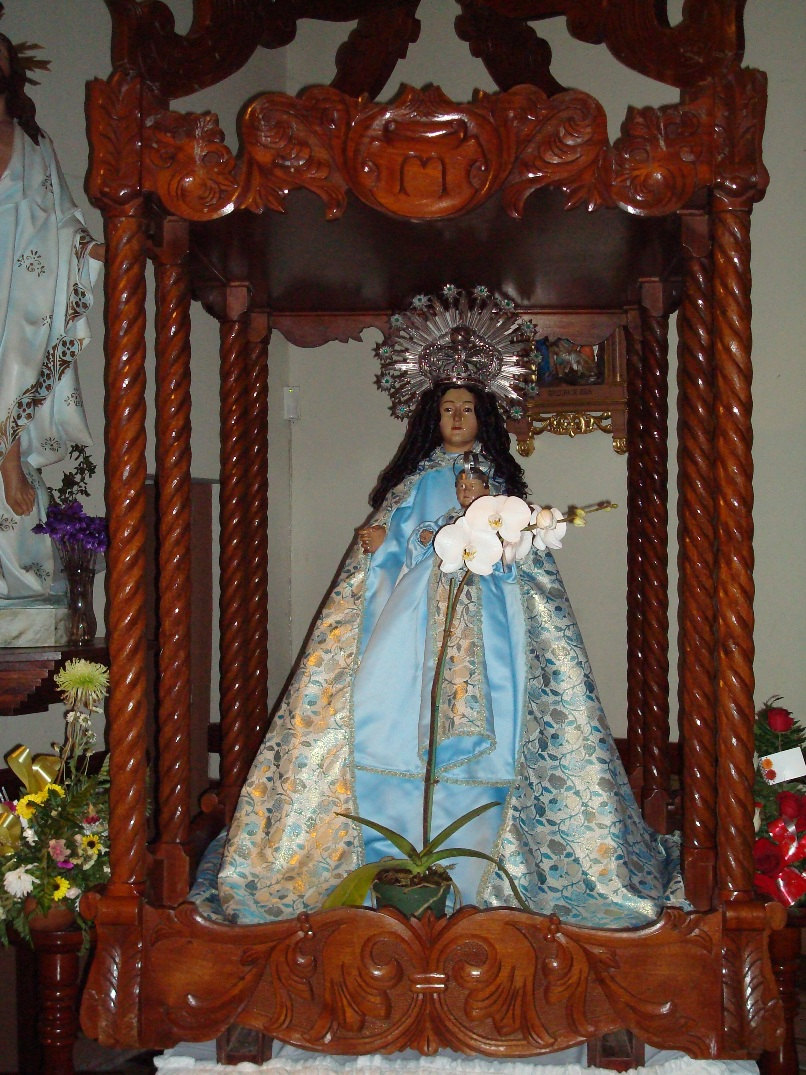
Nuestra Señora de la Monserrate

Die Basilika wurde in der klassischen puerto-ricanischen Weise angelegt mit einer rechteckigen Grundriss, drei Kirchenschiffen und einer Kuppel über dem Chor. Der Glockenturm mit mozarabischen Elementen auf der linken Seite folgt in seiner Basis dem Plan der gesamten Struktur und besitzt einen achteckigen Umriss von der Ebene des Daches bis zur Spitze des Kreuzes. Von den Wallfahrern wird eine Ikone mit silbernem Rahmen vom Anfang des 17. Jahrhunderts in der Kirche verehrt. Das Altarretabel wurde durch den puerto-ricanischen Künstler Jose Campech (1751–1809) in den letzten Jahren des achtzehnten Jahrhunderts geschaffen. Weiterhin gehören zur Ausstattung drei ausgezeichnete Holzschnitzereien aus der gleichen Zeit, die Unsere Dame von Montserrat (eine schwarze Madonna), St. Josef und St. Antonius darstellen. 
Eine riesige Treppe aus spanischen Ziegelsteinen führt zur Basilika hinauf und verleiht dem ganzen Objekt einen monumentalen Aspekt. 
Im Jahr 1696 wurde zur damaligen Kapelle ein Landhaus als Pilgerhaus erworben. Es liegt auf der Rückseite der Basilika und wurde unter Beibehaltung des grundsätzlichen Aufbaus über die Jahrhunderte mehrfach renoviert. Das Gebäude wird heute das Pfarrhaus der Basilika genutzt.

## Auszeichnungen
Bischof Fernando de Valvidia y Mendoza erklärte die Einsiedelei von Hormigueros 1720 kanonisch zum Heiligtum.
Die Basilika und ihr Pfarrhaus wurden 1975 in das National Register of Historic Places aufgenommen.
Im Jahr 1998 erhob Papst Johannes Paul II. die Kirche zur Basilica minor. Diesen Rang hatte auf der Insel zuvor nur die Kathedrale St. Johannes der Täufer in der Hauptstadt erhalten.